# Song Tháp
Song Tháp (chữ Hán giản thể: 双塔区, âm Hán Việt: Song Tháp khu) là một quận của địa cấp thị Triều Dương, tỉnh Liêu Ninh, Cộng hòa Nhân dân Trung Hoa. Quận Song Tháp có diện tích 211 km², dân số 300.000 người. Mã số bưu chính của Song Tháp là 122000. Về mặt hành chính, quận này được chia thành 10 nhai đạo biện sự xứ, 2 trấn, 2 hương. Chính quyền nhân dân quận đóng ở số 5, đường Văn hóa.
- Nhai đạo biện sự xứ: Nam Tháp, Bắc Tháp, Quang Minh, Lăng Hà, Tiền Tiến, Trạm Tiền, Long Sơn, Yến Bắc, Hồng Kỳ, Lăng Phượng.
- Trấn: Tha Lạp Cao, Đào Hoa Thổ.
- Hương: Trường Bảo Doanh Tử, Tôn Gia Loan.